# Brian Mariano
Brian Mariano (ur. 22 stycznia 1985 w Willemstad) – holenderski lekkoatleta specjalizujący się w krótkich biegach sprinterskich, uczestnik letnich igrzysk olimpijskich w Londynie (2012).
Do 1 października 2010 r. na arenie międzynarodowej reprezentował barwy Antyli Holenderskich.

## Sukcesy sportowe
- czterokrotny halowy mistrz Holandii w biegu na 60 metrów – 2009, 2010, 2011, 2012
- dwukrotny brązowy medalista mistrzostw Holandii w biegu na 100 metrów – 2007, 2012

| Rok                               | Miasto                            | Zawody                                | Konkurencja                       | Wynik                             |
| Reprezentant Antyli Holenderskich | Reprezentant Antyli Holenderskich | Reprezentant Antyli Holenderskich     | Reprezentant Antyli Holenderskich | Reprezentant Antyli Holenderskich |
| --------------------------------- | --------------------------------- | ------------------------------------- | --------------------------------- | --------------------------------- |
| 2010                              | Mayagüez                          | Igrzyska Ameryki Środkowej i Karaibów | sztafeta 4 x 100 m                | brązowy medal                     |
| 2010                              | Gandawa                           | Halowy mityng KBC                     | bieg na 60 m                      | 1. miejsce                        |
| Reprezentant Holandii             |                                   |                                       |                                   |                                   |
| 2011                              | Paryż                             | Halowe mistrzostwa Europy             | bieg na 60 m                      | 6. miejsce                        |
| 2012                              | Helsinki                          | Mistrzostwa Europy                    | sztafeta 4 x 100 m                | złoty medal                       |
| 2012                              | Londyn                            | Igrzyska olimpijskie                  | sztafeta 4 x 100 m                | 6. miejsce                        |
| 2013                              | Moskwa                            | Mistrzostwa świata                    | sztafeta 4 x 100 m                | 5. miejsce                        |

## Rekordy życiowe
- bieg na 50 metrów (hala) – 5,79 – Liévin 14/02/2012
- bieg na 60 metrów (hala) – 6,60 – Gandawa 14/02/2010 rekord Holandii
- bieg na 100 metrów – 10,23 – El Paso 10/04/2010
- bieg na 200 metrów – 20,81 – El Paso 10/04/2010

Dwukrotny rekordzista Holandii w sztafecie 4 × 100 metrów (38,34 i 38,29 w 2012; ten drugi rezultat jest aktualnym rekordem kraju).